# Ozu
Ozu (Japans: 大洲市, Ōzu-shi) is een Japanse stad in de prefectuur Ehime. In 2014 telde de stad 44.828 inwoners.

## Geschiedenis
Op 1 september 1954 werd Ozu benoemd tot stad (shi). In 2005 werden de gemeenten Hijikawa (肱川町), Nagahama (長浜町) en het dorp Kawabe (河辺村) toegevoegd aan de stad.
Steden:
Imabari · Iyo · Matsuyama (Hoofdstad) · Niihama · Ozu · Saijo · Seiyo · Shikokuchuo · Toon · Uwajima · Yawatahama

Districten:
Iyo · Kamiukena · Kita · Kitauwa · Minamiuwa · Nishiuwa · Ochi
Gemeenten per district